# 大日製作所
株式会社大日製作所（だいにちせいさくしょ）は、配電盤や各種制御盤・監視盤などの製造と販売する企業である。
本社は石川県野々市市に所在する。

## 主要事業
- 配電盤
- 各種制御盤・監視盤

- 分電盤
- 電子応用製品
- 各種押しボタン始動スイッチ・その他各種制御開閉器
- 電気磁気測定器
- 電気通信機械器具
- 電気工事及び保守機械器具設置工事
- 電子計算機の修理及び保守
- 電子計算機のプログラムの設計、作成及び保守
- 電気に関する研究
- 各種デザインの考案
- 床暖房コントローラ
- 床暖房、融雪設備工事

## 沿革
| 昭和12年11月 | 創業                                                  |
| 昭和15年11月 | 法人化                                                |
| 昭和20年08月 | 計器、配分電盤、動力制御機器の製造販売を開始          |
| 昭和24年03月 | 東京支店開設                                          |
| 昭和24年06月 | 計器工場新設、積算電力計の修理、調整業務を開始        |
| 昭和24年11月 | 金沢支店開設                                          |
| 昭和26年06月 | 大阪支店開設                                          |
| 昭和30年10月 | 「ダイナ」商標登録                                    |
| 昭和37年01月 | 板金工場竣工 板金から組立、配線まで一貫生産体制の確立 |
| 昭和37年08月 | 名古屋支店開設                                        |
| 昭和37年10月 | 技術研究所新設                                        |
| 昭和37年10月 | 電気用品製造事業者登録                                |
| 昭和42年06月 | 計量器修理事業登録                                    |
| 昭和45年09月 | 電気計器関係を分離 北陸計器工業株式会社設立           |
| 昭和57年03月 | 建設業許可 （電気工事業、機械器具設置工事業）         |
| 昭和57年12月 | 自動塗装ラインの完成                                  |
| 平成元年07月 | 配分電盤工場新設                                      |
| 平成04年01月 | 富山支店開設                                          |
| 平成11年04月 | 神戸支店開設                                          |
| 平成11年12月 | 国際規格IS09001認証取得                               |
| 平成14年05月 | 配分電盤工場増築、組立ライン効率化                    |
| 平成16年04月 | 大阪支店改築                                          |
| 平成18年09月 | 板金、塗装工場新設                                    |
| 平成23年06月 | 上越営業所開設                                        |
| 平成26年04月 | 自動溶接用ロボットシステム導入                        |
| 平成27年04月 | インバータ式テーブルスポット溶接機導入                |
| 平成28年09月 | NC複合機導入                                          |
| 平成30年09月 | 技術棟新設                                            |